# Gandasi, Arsikere
Gandasi là một làng thuộc tehsil Arsikere, huyện Hassan, bang Karnataka, Ấn Độ.